# Rainulf Ier d'Aversa
Rainulf Drengot (en italien : Rainulfo Drengot) est un mercenaire normand du XIe siècle, fondateur vers 1030 du comté d'Aversa qui fut le premier établissement permanent des Normands en Italie.

## Biographie

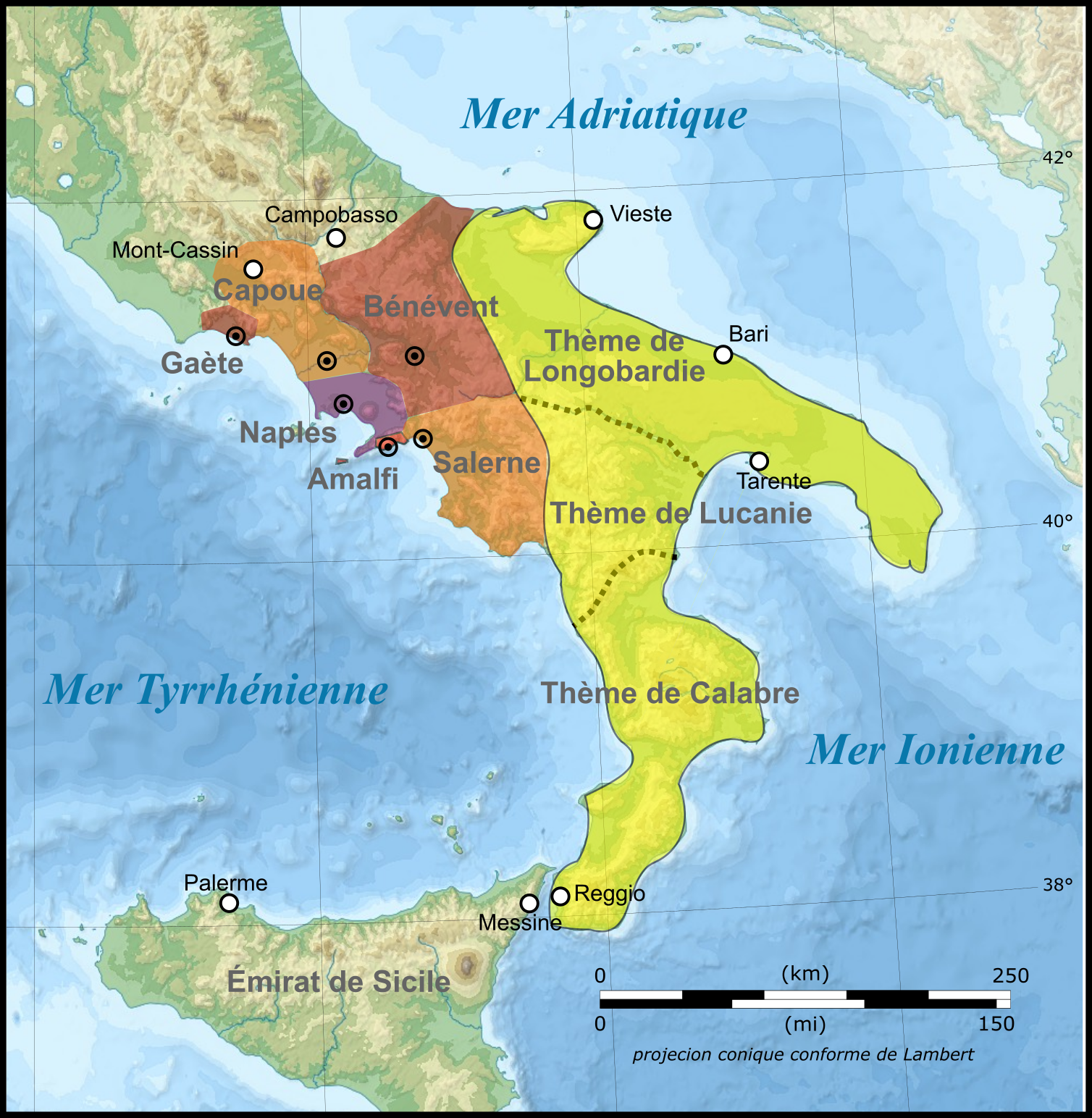
L'Italie méridionale vers l'an 1000.

Rainulf est l'un des nombreux frères d'un certain Osmond, un Normand condamné au ban par le duc Richard II de Normandie pour avoir tué un proche de ce dernier (crime d'honneur). Osmond décide dès lors de partir pour l'Italie du Sud, minée par d'incessantes guerres, accompagné d'une petite troupe d'aventuriers et de ses quatre frères : Gilbert, Asclettin, Raoul et Rainulf Drengot, le plus connu de tous. Selon Léon-Robert Ménager, Rainulf et ses frères étaient originaires d'un lieu nommé Les Carreaux, près d'Avesnes-en-Bray, dans l'est du duché de Normandie. D'autres lieux ont été proposés comme Carel dans le Calvados et Carolles dans la Manche tandis que des sources plus anciennes faisaient d'Osmond un « riche seigneur des environs d'Alençon ». L'origine du surnom Drengot est sans doute le surnom vieux norrois Drengr (variante DrængR) ou sa forme en -i, Drengi, pouvant signifier « jeune homme », « homme courageux », « roc » ou « pilier ». Le second élément -(g)ot est peut-être le même que dans les noms normands d'origine scandinave comme Angot, Turgot, Vigot, à savoir le vieux norrois gautr désignant un Goth ou un originaire du Gotland en Suède, c'est-à-dire le nom norrois *Drenggautr (non attesté), à moins qu'il ne s'agisse plus simplement du suffixe français -ot.
Arrivés en Italie vers 1016, ils se mettent d'abord au service d'un noble lombard de Bari, Melo (Melus), en rébellion contre les Byzantins, qu'ils avaient rencontré à Capoue. Melo dut promettre aux Normands de leur concéder les terres à conquérir en Longobardie sur les Byzantins. Cette première grande confrontation en 1018 entre Normands et Byzantins près de l'antique ville de Cannes (Cannae) en Apulie (aujourd'hui Canna-la-Battaglia) tourne en faveur des derniers et c'est un désastre pour les Normands, certainement trop peu nombreux. Une poignée à peine, dont Rainulf, parvient à fuir. Selon Aimé du Montcassin, sur les 250 chevaliers normands engagés pour la bataille, seuls dix survécurent.
Peu après, tout en vendant ses services aux pèlerins se rendant au sanctuaire Saint-Michel-Archange du mont Gargan qu'il escorte avec ses hommes, il sert le prince lombard Pandolf IV de Capoue, puis le duc de Naples Serge IV, certainement après l'arrivée de nouveaux renforts normands.
En 1029, le duc lui donne en récompense l'ancienne place forte byzantine d'Aversa, l'en nomme comte, et donne sa sœur en mariage, veuve du duc de Gaète. Rainulf accueille dans son comté bon nombre des siens errant sans but dans le sud de l'Italie et envoie des messagers en Normandie pour recruter des émigrants : Aversa devient le premier établissement permanent des Normands en dehors du duché de Normandie. Quelques années plus tard, Rainulf trahira le duc de Naples et s'alliera avec le prince Pandulf IV de Capoue. Aimé du Montcassin raconte que lorsque le duc de Naples apprit la trahison de Rainulf, il abandonna le pouvoir et se fit moine, dégoûté par l'ingratitude de son beau-frère. Rainulf trahira ensuite le prince de Capoue pour se mettre au service du prince Guaimar IV de Salerne.
En 1038, son titre est officiellement reconnu par l'empereur germanique Conrad II le Salique ; selon Aimé du Montcassin, l'empereur aurait à la demande de Guaimar, investi par la lance et le gonfanon, Rainulf du comté d'Aversa.
En 1042, il combat aux côtés de son allié Guillaume Bras-de-Fer lors de ses victoires sur les Byzantins au cours des batailles d'Olivo, de Montemaggiore et de Montepeloso. Après ces succès et le partage entre les chefs normands des territoires byzantins du sud de l'Italie (dont la conquête débute seulement), Rainulf obtient Siponte et le Mont-Gargan.
Il meurt sans postérité en juin 1045 et c'est son neveu Asclettin qui lui succède à la tête du comté d'Aversa.
Une rue d'Aversa porte son nom, la Via Rainulfo Drengot, située dans le centre historique de la ville.

## Sources primaires
- Aimé du Montcassin, Histoire des Normands
- Guillaume de Pouille, De Gesta Roberti Wiscardi
- Ordéric Vital, Historia ecclesiastica
- Guillaume de Jumièges, Gesta Normannorum ducum
- Adhémar de Chabannes, Chronicon
- Raoul Glaber, Cinq livres d'histoires depuis l'an 900 après l'Incarnation jusqu'en l'an 1044
- Léo d'Ostie, Chronicon monasterii Casinensis